# 417 Суевія
417 Суевія (417 Suevia) — астероїд головного поясу, відкритий 6 травня 1896 року Максом Вольфом у Гейдельберзі.